# های رولر
های رولر دومین چرخ و فلک بزرگ دنیا در شهر لاس وگاس آمریکا است که ۱۶۷ متر قطر دارد. های رولر دو متر بلندتر از چرخ فلکه پرنده سنگاپوری با بلندی ۱۶۵ متر است.
این چرخ و فلک دارای ۲۸ کابین است که هر کدام گنجایش ۴۰ نفر را دارند. این چرخ و فلک با سرعتی معادل ۳۰ سانتیمتر در ثانیه می‌چرخد و با این سرعت یک دور چرخش کامل این چرخ و فلک تقریباً ۳۰ دقیقه به درازا خواهد انجامید. در شب هنگام هم وجود ۲۰۰۰ چراغ ال‌ای‌دی باعث درخشندگی هرچه بیشتر این چرخ و فلک می‌گردد.
رتبه‌های بعدی بلندترین چرخ و فلک‌های دنیا پس از این دو چرخ و فلک به ترتیب عبارتند از ستاره نانچانگ با ارتفاع ۱۶۰ متر در شهر نانچانگ چین و چشم لندن با ارتفاع ۱۳۵ متر در انگلستان که در ساحل رودخانه تایمز قرار داشته و به عنوان یکی از جاذبه‌های گردشگری لندن محسوب می‌گردد.